# JURios
JURios (Komposition aus Jura und kurios) ist ein journalistisch gestaltetes Onlinemagazin zu rechtlichen Themen, das sich auf kuriose Rechtsnachrichten sowie Inhalte über die Juristenausbildung in Deutschland spezialisiert hat.

## Geschichte
JURios wurde im August 2020 von der Juristin und Lehrbeauftragten für Strafrecht (Fernuni Hagen) Jannina Schäffer gegründet. Schäffer war zuvor Redakteurin bei dem (inzwischen eingestellten) Onlinemagazin Justillon. Einen Teil ihrer dort veröffentlichten Artikel nahm sie mit zu JURios. Diese bildeten die Grundlage des neuen Onlinemagazins. Anfang 2023 wurde auf JURios der 1.000 Artikel veröffentlicht.

## Inhalte
JURios ist unterteilt in die Rubriken „Rechtsgebiete“ (ÖR, StrafR, ZR), „Justiz“ (Gerichte, Strafvollzug, Polizei und Juristenausbildung), „Hokus Pokus“ („magische“ Themen und Law in Literature), „Nerdy“ (Nischenthemen, modernen Medien, u. ä.), „Recht schlüpfrig“ (Sex und Sexualität), „Tierisch gut drauf“ (alles rund um Tiere) und „Worldwide“ (angloamerikanischer Rechtskreis, internationale Rechtsprechung, u. ä.). Schwerpunkte der Berichterstattung sind Urteilsbesprechungen zu skurrilen Gerichtsentscheidungen, aber auch Nachrichten aus dem Bereich des Rechts, insbesondere auch kritische Berichterstattungen über die Juristenausbildung in Deutschland.
Besondere Aufmerksamkeit erhielten die Beiträge von Roland Schimmel, Professor für Wirtschaftsprivatrecht und Bürgerliches Recht an der Frankfurt UAS und Jörn Griebel, Professur für Öffentliches Recht und Internationales Wirtschaftsrecht an der Uni Siegen, die sich in mehreren Artikeln kritisch mit den Bedingungen rund um das deutsche Jurastudium auseinandersetzten.
Im Januar 2022 verlieh JURios den ersten deutschlandweiten Jura-Podcast-Preis in den Kategorien „Studium und Referendariat“, „Aus der Kanzlei auf die Ohren“ und „Was es sonst anzuhören gibt“.
Am 18. März veröffentlichte JURios den Ratgeber „Survival Guide Jura“ im UTB-Verlag. Herausgeberin ist Jannina Schäffer. Die insgesamt 32 Beiträge wurden von verschiedenen JURios-Autoren verfasst.
JURios veranstaltet regelmäßig Essay-Wettbewerbe, bei welchen juristische Beiträge zu einem vorgegebenen Thema gesucht werden.

## Verbreitung
JURios stellt die Inhalte der Website auch als App für iOS und Android bereit. Auf Instagram hat das Onlinemagazin rund 10.000 Follower.